# Senkō-ji
Ne doit pas être confondu avec Senkō-ji (Onomichi).
Le Senkō-ji (全興寺 ()) est un temple bouddhiste situé dans l'arrondissement Hirano-ku à Osaka, au Japon. 
Le temple est connu pour sa représentation de l'enfer et du paradis bouddhistes.